# Street Fighter IV
Street Fighter IV (ストリートファイターⅣ, Sutorīto Faitā Fō?) je borilačka video-igra i sledeći nastavak dugogodišnje Street Fighter franšize, japanske kompanije Capcom. To je prva igra iz franšize koja je izašla za arkade od 1999. Arkadna verzija izašla je u Japanu 18. jula 2009. a u Severnu Ameriku je uvezena u avgustu. Verzije za konzole PlayStation 3 i Xbox 360 izašle su 12. februara 2009. u Japanu, a prodavnicama u Severnoj Americi pojavile su se od 16. februara, iako je najavljeni datum bio 18. februar. Zvanično pojavljivanje u Evropi bilo je 20. februara.

## Najava
Najavljena je 18. oktobra 2007. U tizer trejleru, urađenom u 3D kaligrafskom stilu prikazana je sparing borba između Kena i Rijua na mračnoj livadi, ali sama igra nije prikazana jer je bila u procesu proizvodnje. Iako Capcom USA poseduje prava na Street Fighter igru, prizvodnja je prepuštena studiju firme Capcom iz Japana.

## Spoljašnje veze
- -{Street Fighter IV Teaser Trailer (QT) Архивирано на веб-сајту  (24. октобар 2007) | (WMV) | (IPOD) Архивирано на веб-сајту  (24. октобар 2007)}-